# Henri Crolla
 Henri 'Enrico' Crolla' fue un guitarrista nacido en Nápoles en 26 de febrero de 1920, y fallecido en París el 17 de octubre de 1960.

## Biografía
Crolla nació en 1920 en una familia de músicos  napolitanos  itinerantes, que tocaban en establecimientos de Baviera, Alemania. La Primera Guerra Mundial empuja a la familia a Nápoles, y su condición de artistas la lleva prácticamente a la indigencia. Con el ascenso del fascismo, salen de Italia en 1922 hacia Francia. Se establecieron en Porte de Choisy, en lo que se llamó "la zona", en medio de los barrios de inmigrantes, con gitanos y manouches, que se establecen allí con regularidad. Entre sus vecinos gitanos, se encuentra la familia de Django Reinhardt, donde "Rico" es considerado uno más de los hijos de la tribu por la madre de Django, "la hermosa Laurence."
Enrico, o Rico, comenzó a interpretar la mandolina de su madre, Teresa, cuando ella estaba en el trabajo. En esa época sus padres sobrevivían de la venta de cebollas y el ajo en la calle, aunque buscaban un trabajo mejor en una fábrica. Enrico quiere seguir la línea musical de Antonio y Teresa Crolla, amigos de Nino Rota, pero en Francia no es igual. Sin embargo, Antonio persevera y forma grupos pequeños de jazz. Henri comienza a poner la escuela entre paréntesis para ir a tocar el banjo en cafés de alta sociedad, cervecerías de moda como  La Cúpula, uno de los pilares donde los pintores de Montparnasse han inmortalizado las personalidades de la época.
En su adolescencia conoce a  Lou Bonin del Grupo en octubre. Este lo introduce de forma natural en el universo de palabras e imágenes de Jacques Prévert Pierre Prévert, Paul Grimault, y el teatro de Acción de Lou Bonin.
Paul Grimault y Jacques Prévert se hacen rápidamente sus amigos. Vivió varios años en casa de Grimault, donde descubrió la guitarra en el jazz... En lo de Grimault, el pintor Émile Savitry le presenta algunos de sus amigos músicos, como los hermanos Ferret, y, especialmente a Django y José Reinhardt, cuya original formación, el [Quinteto [del Hot Club de Francia | Quinteto de Cuerdas del Hot Club de Francia]] inventó un jazz europeo innovador. Allí "Riton", a quien Prévert bautiza "Millipede" por su agilidad como músico, descubre todas las posibilidades del jazz de verdad: la improvisación, la creación de la libertad espontánea.
Pronto fue uno de los músicos invitados en los clubes donde se presentaban Coleman Hawkins, Benny Carter, Bill Coleman, y Gus Viseur, con el que tocó en  La Boîte à sardines, uno de los primeros clubes de jazz.
La Segunda Guerra Mundial interrumpe su carrera: llamado a la guerra por Italia, deserta y regresa a Francia. Durante los años 40-45, su trabajo no es el mejor y los conciertos que realiza no son muy importantes. Finalmente se convierte en ciudadano francés en 1946.
A fines de 1958, Crolla interpretó el papel principal de la película de Henri Fabiani  La felicidad es mañana. Murió poco después de terminar de filmar la película, a los 40 años de edad.

## Discografía
- ' Crolla & Co, Homenaje a Django, de sus compañeros (Jazz en París, Universal, 2001)
- ' Begin the Beguine (id, 2002)
- Cuando las lilas florecen de nuevo, blanco (id, 2002)
- También en la colección de jazz en París, en el vol. 4' de Jazz y Cine, el aire de "Manos Fuera de la Loot" del Trío Jean Wiener-Wetzel Crolla Juan.

En 2007, la colección Jazz en París, "Jazz y Cine" (Vol. 5) las composiciones de Henri Crolla y Hodeir André de películas, entre 1950 y 1960.
9 de marzo de 2009, el doble álbum A lo largo de las calles, incluye las interpretaciones del álbum del mismo nombre, el Grand Prix du Disque en 1957, con títulos de los álbumes' Goodnight Sweetheart Es Yo toco para usted, y un número de títulos publicados en 1959-60 de 45 años, algunos en colaboración con Mouloudji. En este álbum doble, hay maravillas musicales tales como bandas sonoras, cortometrajes ( Leo Luna,' las dos plumas...) todavía en la colección JAZZ en París N º 04 ocasional.
- Las caras del jazz, Henri Crolla, 3 caja de CD Equipo completo con folleto (primera reedición en CD de Jazz de tres en París) de salida en noviembre de 2010' '
- En el CD doble' lo mejor de Grappelli (EMI), 8 pistas registrado en el Club St. Germain en 1954
- Varias compilaciones de remakes de las canciones de Henri Crolla,' Gypsy Jazz, entre otros. Pero uno de los más avanzados de guitarra en el jazz es un álbum doble por Alain Antonietto, el experto indiscutible en la saga reinhardtiana, y sus seguidores de ayer y hoy, Escuela de Jazz gitano en Iris Music. (Con tres canciones interpretadas por Crolla, y un extracto original de la Misa compuesta por Django)

## Filmografía
Compositor
- 1953:  Campos Elíseos
- 1954: Enrico cocinero (Pierre Prévert)
- 1955: Mi perro
- 1955: El Brazo del Sena
- 1955: Acerca de un río
- 1955:  Combustibles, diesel
- 1956: Leo Luna
- 1956: El cielo sobre el techo
- 1956: La chica horrible (' señorita Pigalle)
- 1957: A París
- 1958: París come su pan
- 1958: Y tu hermana
- 1958:  El Stowaway
- 1958: [El pecado [de la Juventud (película, 1958) | Sin la juventud]] Louis Duchesne y René Thevenet
- 1959:  El viento se levanta
- 1959:  Los ciclistas
- 1959: El cuerpo como deseado
- 1959: [Historia [de un pez de colores]]
- 1959: [? [¿Quieres bailar conmigo]]
- 1959:  Los Pioneros ( Bones pulgadas Bandeirantes)
- 1960: foto de recuerdo
- 1960: En el lado del infierno (TV)
- 1960: Los franceses y el Amor
- 1961: [La felicidad [es mañana (película, 1962) | La felicidad es mañana]]
- 1961: Saint-Tropez blues
- 1961: Mi hermano Jacques (documental de Pierre Prévert para la televisión belga)
- 1963:  El todo por el todo
- 1964: El Mundo sin Sol
- Henri Crolla también aparece en la película Pablo Paviot, rodada en 1958 en honor de la Django Reinhardt.